# Anaea proserpina
Anaea proserpina är en fjärilsart som beskrevs av Osbert Salvin 1869. Anaea proserpina ingår i släktet Anaea och familjen praktfjärilar. Inga underarter finns listade i Catalogue of Life.